# Eclipse solar de 15 de fevereiro de 2018

Esquema animado mostrando as áreas atingidas pelo eclipse

O eclipse solar de 15 de fevereiro de 2018 foi um eclipse parcial visível na Antártida e na América do Sul. É o eclipse número 17 na série Saros 150 e teve magnitude 0,5986.